# Plains, Kansas
Plains là một thành phố thuộc quận Meade, tiểu bang Kansas, Hoa Kỳ. Năm 2010, dân số của xã này là 1146 người.

## Dân số
Dân số các năm:
- Năm 2000: 1163 người
- Năm 2010: 1146 người